# Wörner Traxler Richter

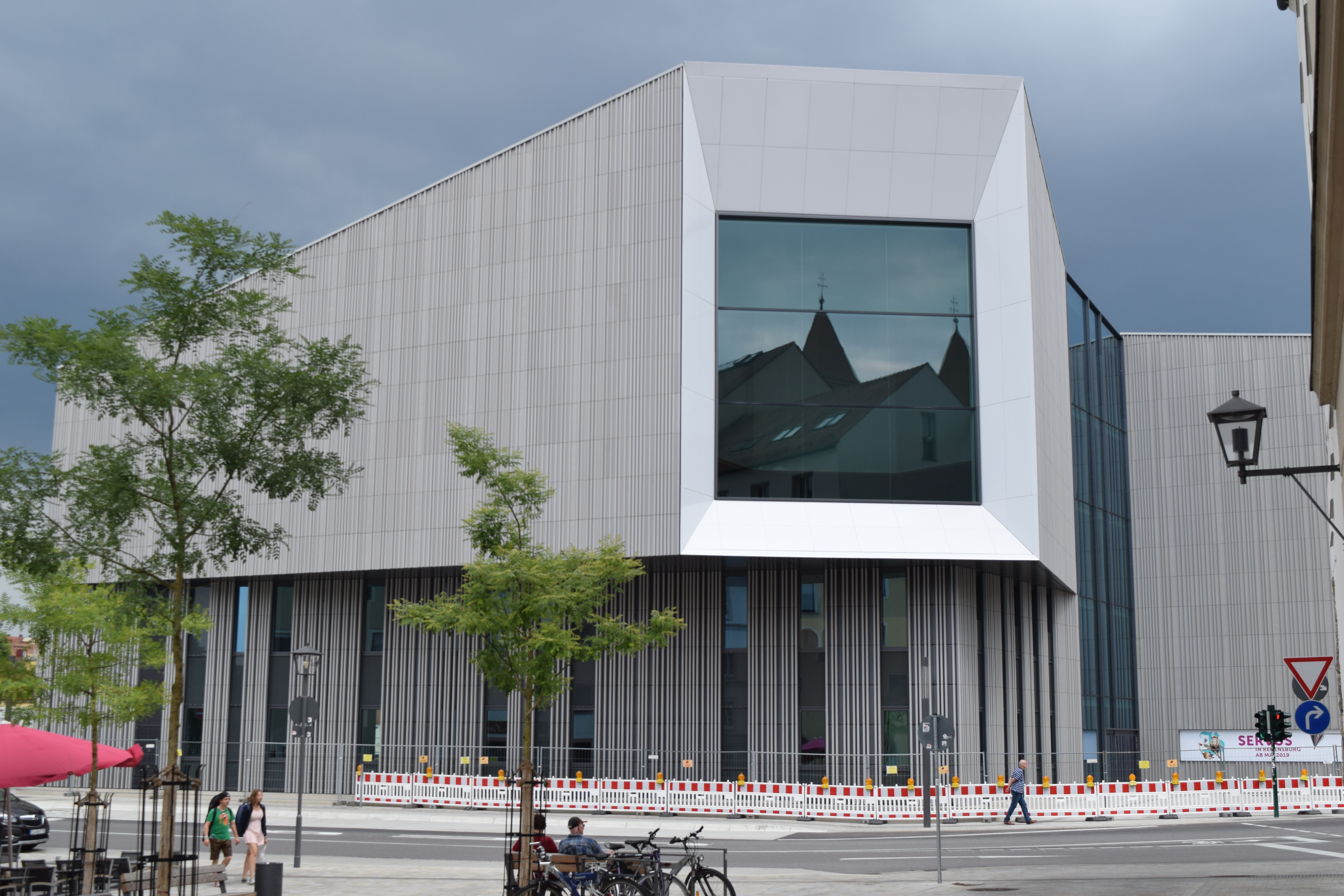
Haus der Bayerischen Geschichte: Museum, Regensburg, 2019

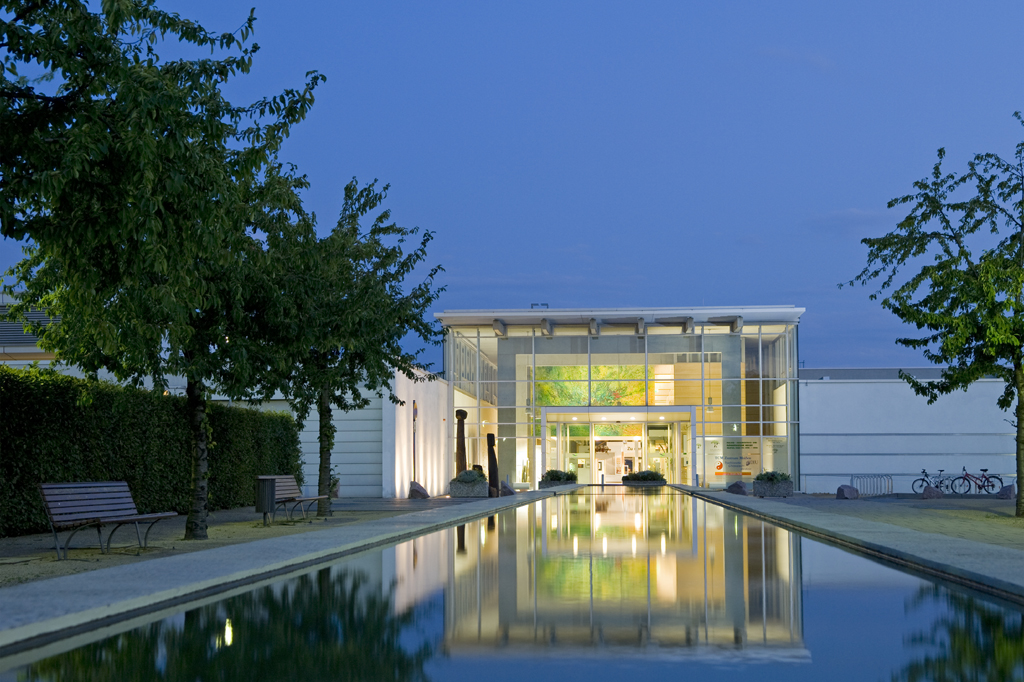
Elblandklinikum Meißen, 1998, Haupteingang

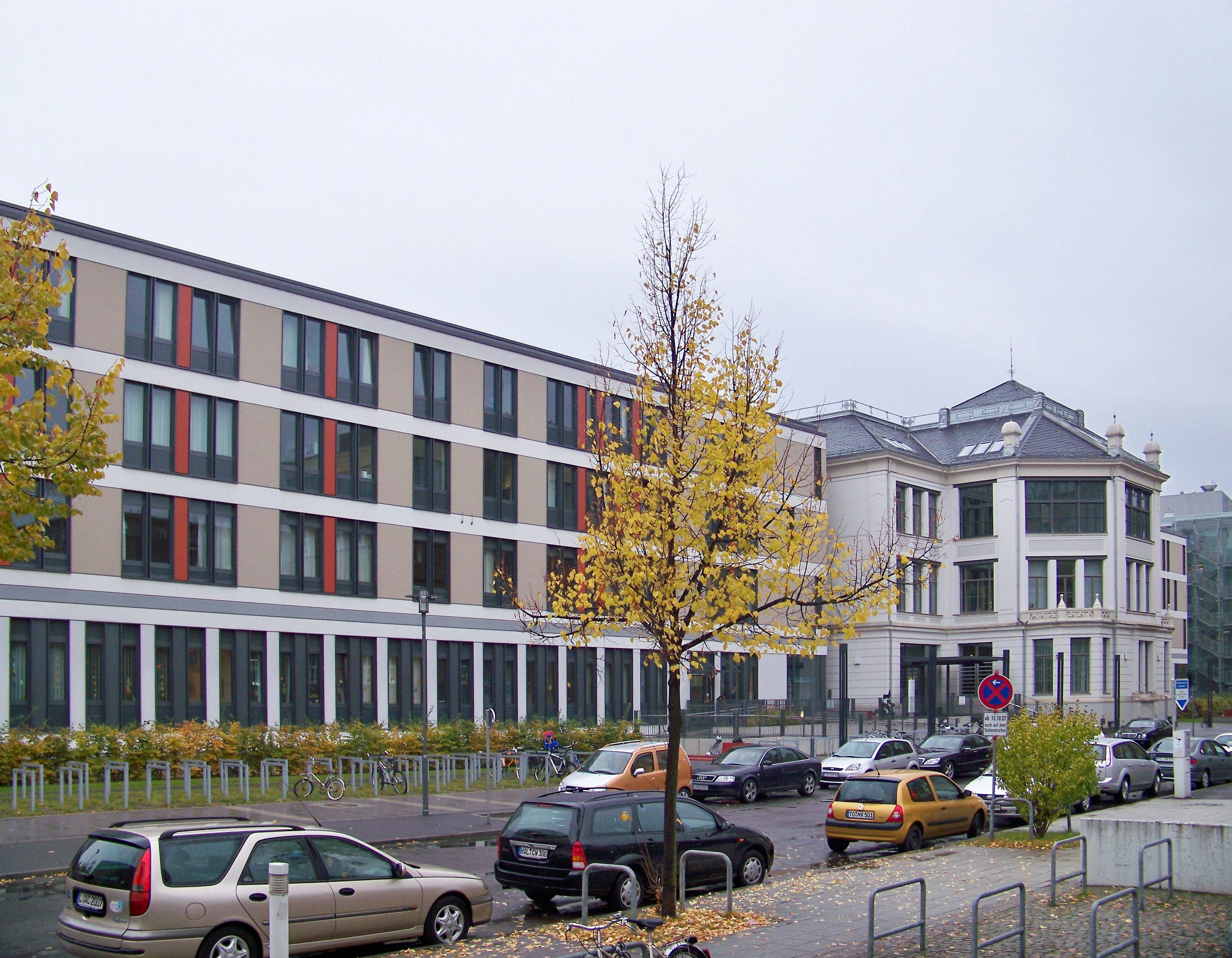
Zentrum für Frauen- und Kindermedizin, Universitaetsklinikum Leipzig, 2009

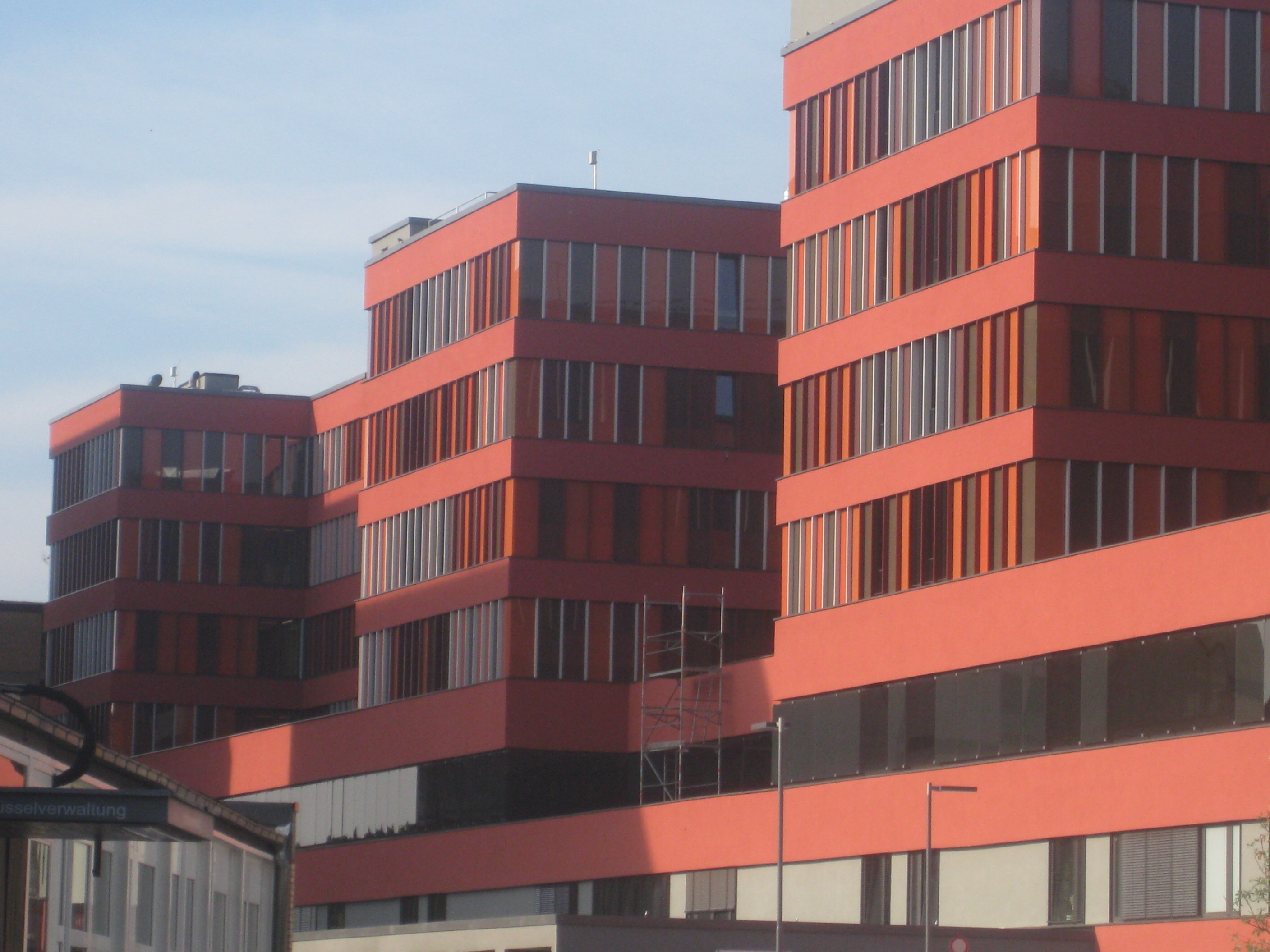
Sana Klinikum Offenbach, 2010

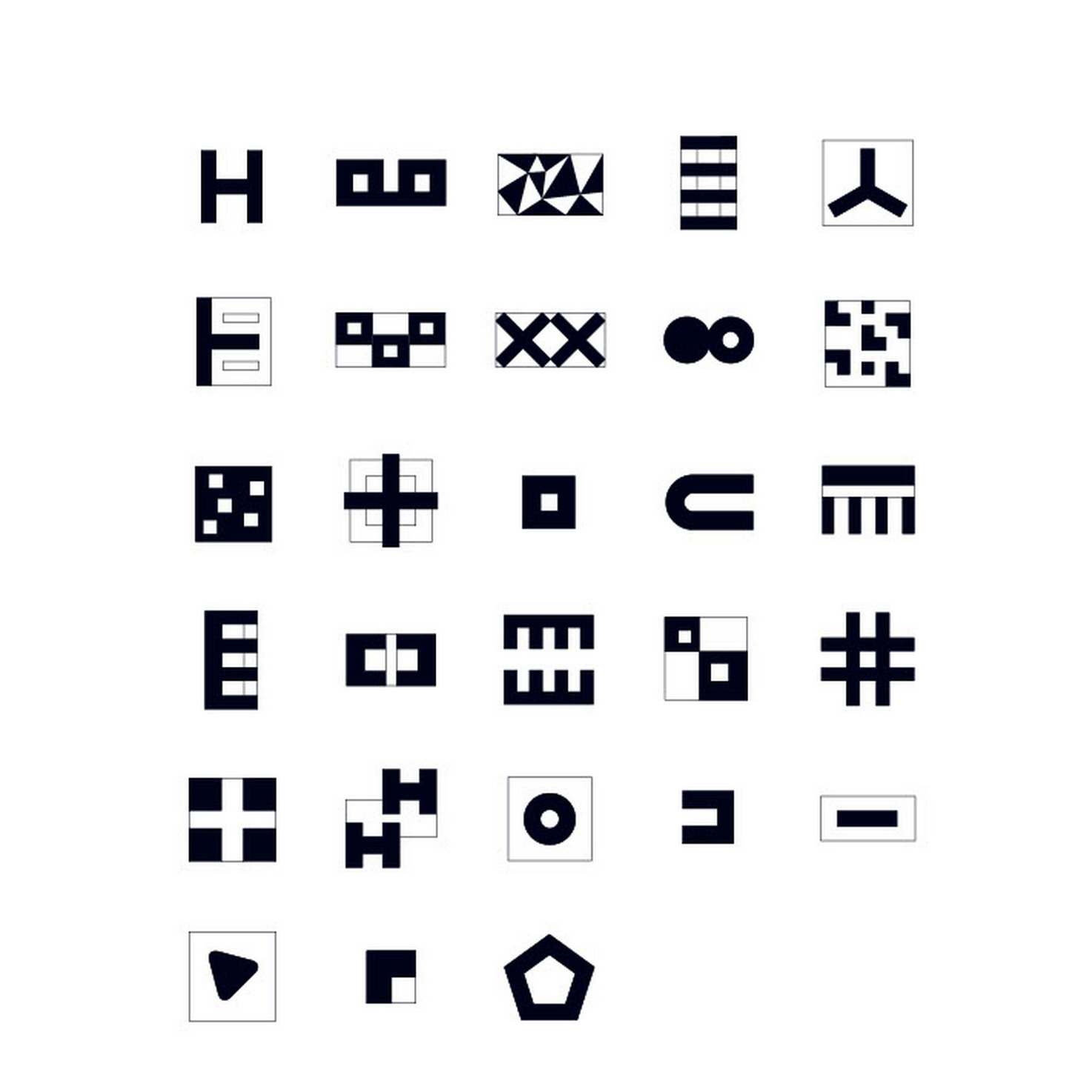
Wörner Traxler Richter: Typologien von Krankenhäusern

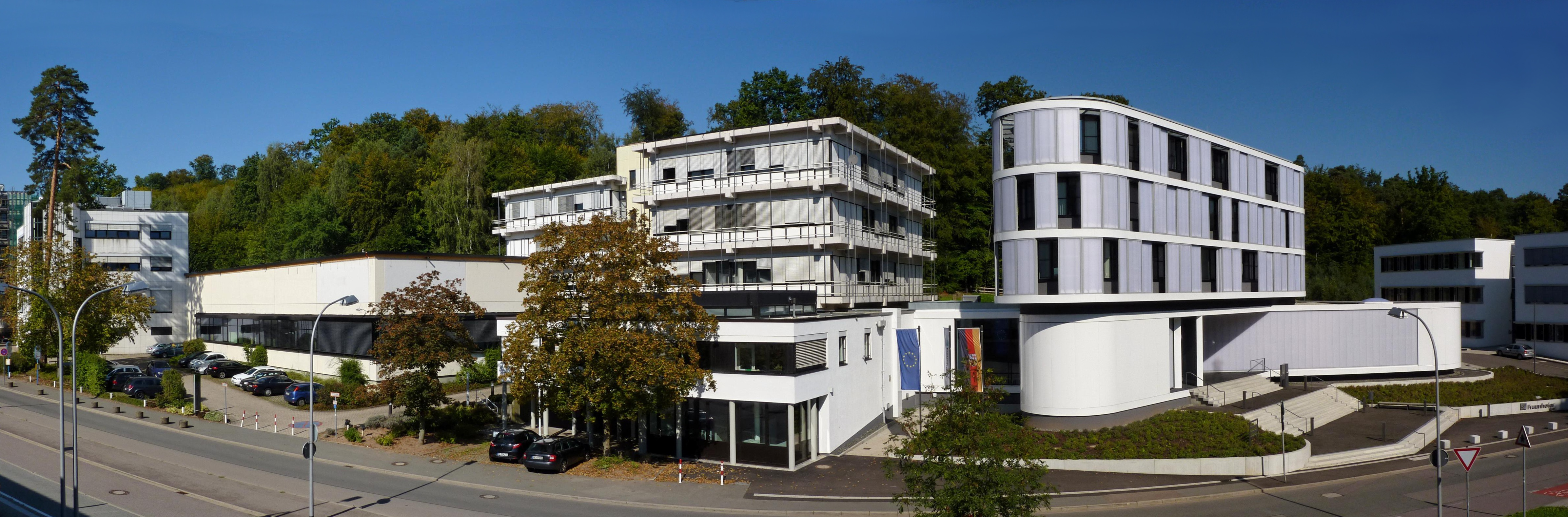
Fraunhofer-Institut für Zerstörungsfreie Prüfverfahren, Saarbrücken, 2014

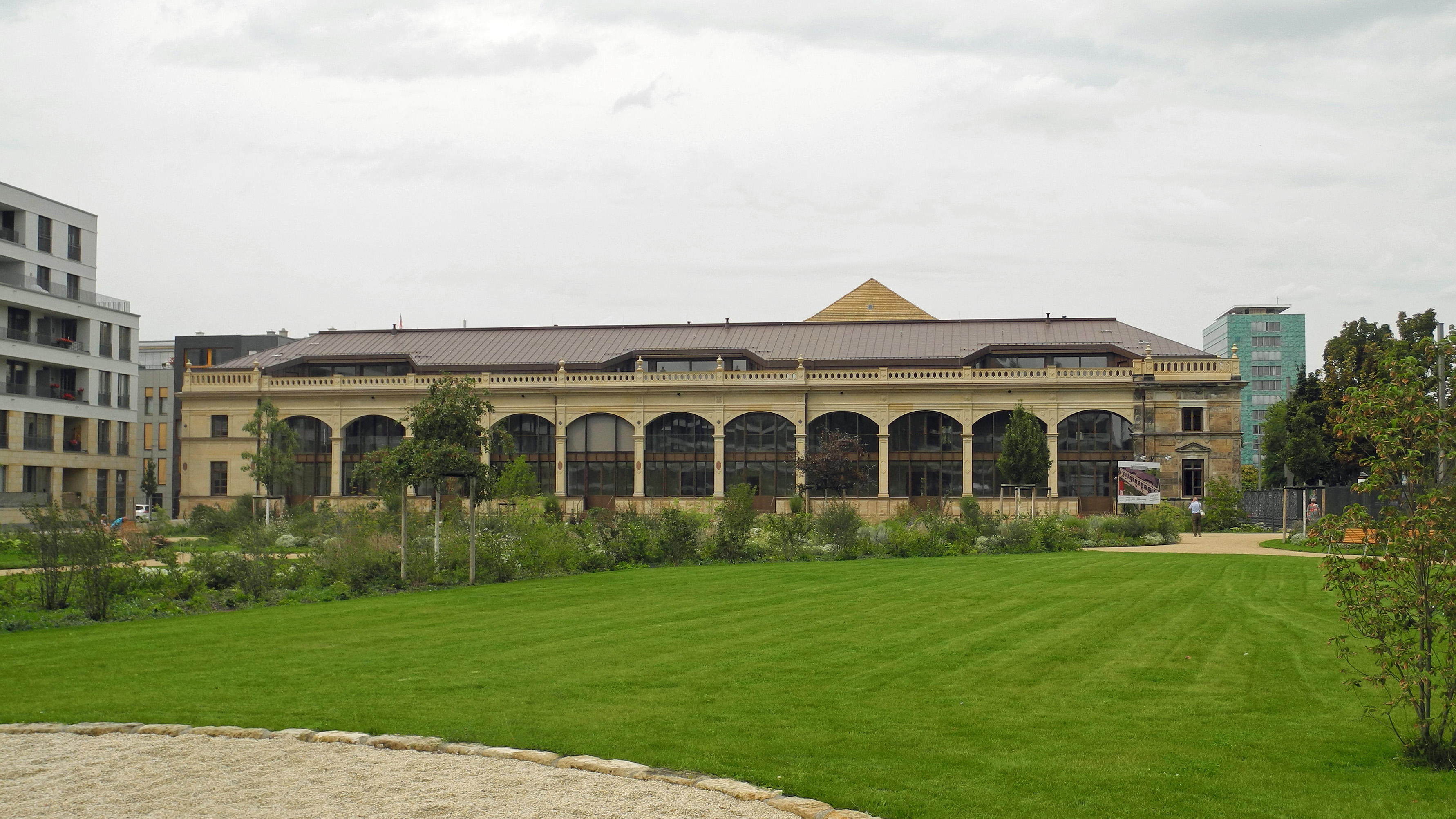
Herzogin Garten, Dresden 2019

Wörner Traxler Richter (Eigenschreibweise wörner traxler richter) ist ein deutsches Architekturbüro mit Niederlassungen in Frankfurt am Main, Dresden, München sowie Basel. Die Architektengemeinschaft ist eines der führenden Planungsbüros im Gesundheitsbereich in Deutschland und in den deutschsprachigen Nachbarländern. Das Büro plant darüber hinaus Forschungs- und Schulbauten, Wohn- und Hotelprojekte sowie Museums- und Kulturbauten.

## Geschichte und Profil
Das Büro wurde am 1. April 1971 als Wörner + Partner von Hans-Georg Frick, Heinrich O. Wörner und Eckart Zeller in Frankfurt am Main gegründet. Im Jahr 1981 erfolgte gemeinsam mit Günter Mühleisen die Gründung des Standorts Hamburg. In den 1990er Jahren wurden Petra Wörner, Stefan Traxler und Martin Richter sowie später Petra Cleven als bürointern sogenannte „zweite Generation“ zu Partnern und gründeten die Standorte in Dresden (1991), München (2011) und Basel (2020). Das Büro wurde 2006 in woernerundpartner umbenannt.
Seit 2013 firmiert das Büro unter dem Namen Wörner Traxler Richter. Die aktuellen Partner sind Petra Wörner, Martin Richter, Petra Cleven sowie als Angehörige einer „dritten Generation“ Christian Strauss, Björn Bischoff, Sebastian Pfau, Sven Nebgen, Ralf Löw und Christian Xyländer. Seit 2022 bzw. 2024 ergänzen Claudia Drahotta, Christopher Diebold und Hendrick Sachse die Geschäftsführung. Ehemalige Partner sind Heidi Tiedemann (1998–2008), Peter Kuhl (2006–2012), Lutz Steuernagel (2016–2020) und Stefan Traxler (1998–2018).
Petra Wörner war von 2015 bis 2017 Vorsitzende des Gestaltungsbeirates der Stadt Linz. Von Ende 2017 an war sie Mitglied des Städtebaubeirates der Stadt Frankfurt am Main. 2021 schied sie aus dem Gremium aus, seitdem ist Björn Bischoff als Vertreter des BDA stellvertretendes Mitglied des Städtebaubeirates. Sebastian Pfau ist seit Ende 2020 im Vorstand der BDA-Gruppe Frankfurt. Petra Wörner, Martin Richter und die Vertreter der Geschäftsführung sind bei Wettbewerbsjurys als Preisrichter sowie als Vortragende, als Teilnehmer bei einschlägigen Podiumsdiskussionen und Kuratoren tätig. Die Mitglieder der Geschäftsführung gehören dem Bund Deutscher Architektinnen und Architekten BDA und dem Verein „Architekten für Krankenhausbau und Gesundheitswesen (AKG)“ an.
Zu den Auftraggebern zählen öffentliche und private Krankenhausträger, Bund, Länder und Kommunen, Universitäten und Forschungsinstitute sowie private Bauherren und Investoren in Deutschland, Österreich, der Schweiz und Luxemburg. Seit Gründung erhält das Büro viele Aufträge über gewonnene Architekturwettbewerbe. Wörner Traxler Richter wurden mit einer Reihe von Preisen ausgezeichnet – darunter auch für die bereits seit 2012 im Büro eingeführte Planungsmethode Building Information Modeling. Das Büro ist darüber hinaus Mitinhaber der Ingenieurgesellschaft „mtp Planungsgesellschaft für Medizintechnik mbh“.

## Werk und Architekturverständnis
Optimale Verzahnung verschiedener Funktionsbereiche
Laut Wörner Traxler Richter ist die Planungsaufgabe Krankenhausbau geprägt von einem komplexen Zusammenspiel unterschiedlichster Funktionen und abhängig von medizinischen und pflegerischen Arbeitsabläufen, der Forschung, dem Stand der Gerätetechnik sowie von den Vorgaben der Gesundheitspolitik. Krankenhausplanung müsse auf den stetigen Kostendruck im Gesundheitswesen reagieren und gleichzeitig dem Gesundwerden dienen. Das Spannungsfeld zwischen dem Primat betriebswirtschaftlicher Überlegungen und einer dem Menschen – Patienten wie Personal – dienenden Architektur sah bereits Heinrich O. Wörner nicht als Widerspruch, sondern als Herausforderung. In seinem Erläuterungsbericht zum Kruppkrankenhaus schrieb er: „Das Krankenhaus ist zuerst ein Haus für kranke Menschen.“ An zweiter Stelle komme bereits die „Kommunikation“, worunter Wörner die immer wieder zu optimierende Verzahnung verschiedener Funktionsbereiche verstand. Beides zusammen seien die „wesentliche Voraussetzung für die Leistungsfähigkeit und das ‚Klima‘ eines Krankenhauses“. Effiziente Arbeitsabläufe, die zweckgerechte Zuordnung der Abteilungen und logistische Konzepte bestimmen laut Wörner die Planungen für den Krankenhausbau. Ebenso rationelle Bauverfahren mit normierten und typisierten Bauteilen, die Flexibilität garantieren, um medizinische Abteilungen stets auf dem aktuellen Stand der Technik halten zu können. Besondere Aufmerksamkeit widmete Wörner den kurzen Wegen für das Personal sowie den verschiedenen Verkehrsströmen, wobei er in seinen Planungen den externen Besucher- vom internen (Patienten-)Verkehr zu trennen versuchte.
Kruppsche Krankenanstalten als Gründungs- und Referenzprojekt
Ernst Neuferts Bauentwurfslehre hat früh schon Grundrisse von Krankenhäusern, die Heinrich O. Wörner geplant hatte, als modellhaft publiziert. Im Kruppkrankenhaus positionierte Wörner beispielsweise auf den Pflegegeschossen im Schnittpunkt des Ypsilons eine ganze Reihe von Fahrstühlen und Spezialaufzügen, die Arzt- und Behandlungszimmer sowie die Lagerräume, um Distanzen möglichst gering zu halten. Die so vom Durchgangsverkehr befreiten Pflegestationen werden zu Ruhezonen. Darüber hinaus gestaltete Wörner die Patientenbereiche nach den damaligen Erkenntnissen der Psychologie: Farben, wertige Materialien wie Holz oder Naturstein, stimmige Proportionen und räumliche Großzügigkeit, allgemein eine sympathische Atmosphäre sollen das Wohlbefinden der im Krankenhaus sich aufhaltenden Menschen steigern.
Wirkungen von Formen, Farben und Materialien auf Patienten
Für die zweite Generation des Büros – Petra Wörner, Stefan Traxler und Martin Richter –, an die Heinrich O. Wörner in den 1990er Jahren nach und nach die Entwurfsarbeit abtrat, wurde der Bau in Essen-Rüttenscheid Referenzobjekt: Von Krupp angeregt, rückten Wörner, Traxler und Richter im Krankenhausbau neben der Funktionsaufgabe vermehrt einen „Gestaltungswillen“ in den Focus, der - wie schon von Heinrich O. Wörner beabsichtigt - auch „die Wirkungen von Formen, Farben und Materialien“ auf die „sensibelsten Teile unserer Gesellschaft, kranke Menschen und deren Angehörige“, berücksichtigt. Die Architekten beschäftigen sich mit der Geschichte der Planungsaufgabe Gesundheitsbau, historischen Lösungen wie Pavillons und Blockrandbebauung und erarbeiteten einen ganzen Baukasten hoch funktioneller Krankenhaustypologien. In diesen baulichen, kompakten und flächensparenden Strukturen werden optimale Ablauforganisationen abgebildet, die wirtschaftliche Sicherheit für Krankenhausbetreiber schaffen. Durch das modulare Konzept stellt der Baukasten Flexibilität für neue Entwicklungen sicher und darüber hinaus eine Reihe von Varianten zur Verfügung, um die großen Baumassen eines Krankenhauses möglichst perfekt in Stadt- oder Landschaftsräume zu integrieren.
Integration in städtischen Kontext bzw. in die Landschaft
Im Elblandklinikum in Meißen, Schlüsselprojekt der zweiten Bürogeneration, werden diese Anstrengungen sichtbar: Die Architekten lösen die Baumassen in eine verdichtete Pavillonstruktur auf, wobei die geknickten Bettentrakte in ein hügeliges Landschaftsschutzgebiet eingebunden werden. Die Architekturkritiker Sebastian Redecke schrieb dazu: „Eine Krankenhausstadt mit Plätzen und Straßen, Gassen und Galerien, Atrien und Höfen“, deren lichtdurchflutetes Entrée an „eine neue Hochschule auf der grünen Wiese erinnert“. In Meißen empfängt vor der Eingangshalle ein von Bäumen flankiertes Wasserbassin den Besucher. Im Helios Krankenhaus Gotha gibt es in der zentralen Halle einen Wasserfall, der unter einer Glaskuppel zusammen mit Palmen, anderen tropischen Bäumen sowie Cafétischen mit Sonnenschirmen Urlaubsstimmung vermitteln soll. Für den privaten Krankenhausbetreiber planten die Architekten einen extrem wirtschaftlichen Grundriss in Doppelkreuzform, der die Entzerrung aller internen und externen Verkehrswege ermöglicht. Mitten im Hochwald liegt das Kreiskrankenhaus der mittelhessischen Kleinstadt Schotten, heute Gesundheitszentrum Wetterau. Dieser ungewöhnliche Standort in der ländlich geprägten Region inspirierte die Architekten zu einer zweiten Fassadenhülle aus in verschiedenen Grüntönen beschichteten Verschattungselementen, wobei bodentiefe Fenster auch bettlägerigen Patienten den Blick in die Natur garantieren.
Auf eine heterogen-urbane Umgebung mussten Wörner Traxler Richter bei ihrem Klinikneubau in Offenbach reagieren, der eine Reihe von Bestandsbauten ersetzt – unter anderem einen 17-geschossigen, 1974 fertiggestellten Zentralbau. Die in verschiedenen Rottönen changierende Außenhaut des Gebäudekamms nimmt Anleihen an die Backstein-Fassade des früheren Hauptgebäudes und heutigen Dr. Erich-Rebentisch-Zentrums. Das farbenkräftige, mit geometrischen Mustern arbeitende Leit- und Orientierungssystem, das einen „sterilen Ort heiter“ stimmen soll, wurde in Zusammenarbeit mit dem Kommunikationsdesigner Andreas Uebele entwickelt. Es folgt einer Traditionslinie, die mit dem von Otl Aicher erarbeiteten Orientierungssystem im Kruppkrankenhaus begonnen hatte. Wie der Neubau in Offenbach soll auch das von Wörner Traxler Richter geplante Klinikum im Frankfurter Stadtteil Höchst einen 1965 fertiggestellten, 14-geschossigen Altbau ersetzen und das Krankenhaus konkurrenzfähiger machen. Es soll als weltweit erstes Krankenhaus in Passivhausbauweise errichtet werden.
Stadtbaustein statt Solitär
Sowohl in Höchst als auch in Offenbach ist das städtebauliche Ansinnen der Architekten zu erkennen, das jeweilige Gebäude nicht als frei stehenden, sich auch durch seine Formgebung von der Umgebung distanzierenden Solitär, sondern als Elemente seines Umfeldes aufnehmenden Stadtbaustein in einen urbanen Kontext einzubinden. Dieses Bemühen wird von aktuellen Trends in der Gesundheitspolitik unterstützt: Seit dem Wechsel des Vergütungssystems von Pflegesätzen zu Fallpauschalen im Jahre 2004 verringert sich die Verweildauer in Krankenhäusern, was sich wiederum im Verhältnis Pflegebereich zu Diagnostik- und Therapiebereich ausdrückt, das sich zugunsten Letzterer verändert hat. Der bisherige Höhepunkt der städtebaulichen Aktivitäten des Büros ist der mit den Schweizer Architekten Holzer Kobler realisierte Neubau Universitäre Altersmedizin Felix Platter in Basel. Die hochverdichtete, mit tiefen Einschnitten und Innenhöfen gegliederte Baumasse nimmt vorhandene Gebäudefluchten auf und tritt wie ein Wohn- oder Geschäftshaus ohne Vorgartenzone direkt auf die Bürgersteigkante. Eine Tagesklinik oder das auch Gästen aus dem Stadtteil offen stehende Café des Krankenhauses integrieren das Spital über alltägliche Nutzungen mit der Umgebung.
Einen Markstein für Wörner Traxler Richter bedeutete der 2003 gewonnene Wettbewerb für das Zentrum für Frauen- und Kindermedizin (ZFK), das Zentrum für Konservative Medizin (ZKM) und ein Verwaltungsgebäude am Universitätsklinikum Leipzig: Zum ersten Mal seit Gründung des Büros hatte es einen wichtigen Auftrag auf der höchsten Ebene der Medizinbauten bekommen, die im Vergleich zu Kreiskrankenhäusern neue Aufgaben wie Gebäudekomplexe für Forschung und Lehre einschließt. Im Anschluss konnte das Büro an einer Reihe von Universitätskliniken Diagnose- und Therapiezentren, Bettentrakte, Operations- und Funktionsgebäude sowie Ärztehäuser realisieren. Die in dieser Hinsicht prominenteste Planung ist der 2010 fertiggestellte Umbau an der Uniklinik RWTH Aachen: In dem denkmalgeschützten Hightech-Bau wurde ein drei Geschosse hoher Innenhof eingeschnitten: Streng geometrisch bepflanzt, sorgt dieses Atrium für natürliche Belichtung und Belüftung in ehemals unbelichteten, künstlich klimatisierten Pflegebereichen. Letztere wurden neu strukturiert, die Betten verringert und neue „Pflegestützpunkte“ geschaffen, um die Wege des Personals zu reduzieren.
Chance für unwechselbare Atmosphären
Nach Ansicht der Architekten erlangen durch die zunehmende Ökonomisierung und Privatisierung der Krankenhäuser sowie das Entstehen eines „Gesundheitsmarktes“ optimale Funktionsabläufe, kurze, sinnvolle Wegeverbindungen und die optimale Ausnutzung der Gebäudekubatur zugunsten einer hohen Nutz- und einer reduzierten Verkehrsfläche eine noch höhere Bedeutung. Andererseits wird der aufkommende Wettbewerb als auch Chance gesehen. Die Krankenhausbetreiber ringen mit unverwechselbarer Gestaltung und einer individuellen, der Genesung dienenden Atmosphäre um Patienten, die nun zu Klienten geworden sind.  So bekommt z. B. das Leipziger Uniklinikum durch die denkmalgerechte Restauration der „Alten Chirurgie“, die eigentlich zum Abriss freigegeben war, ein Alleinstellungsmerkmal. Das historische Gebäude dient nun als Auftakt einer zentralen Eingangshalle, deren Spielgerät auch von benachbarten Kindern aufgesucht wird.
Mit der von der zweiten Bürogeneration in den Vordergrund gerückten Gestaltungsaufgabe, wird systematisch der architektonische Horizont erweitert, indem Aufgaben im Schul-, Wohn- und Kulturbau übernommen werden. Dies in der Regel über Wettbewerbe. Mit der Umgestaltung des barocken Holzhausenschlösschens in Frankfurt am Main 1995, dem Bau eines neuen Dorfmittelpunktes in Hochheim-Massenheim 1996 und vor allem mit dem Umbau des geschichtsträchtigen Salmen in Offenburg zu einem Ort der Erinnerung und Ort der Begegnung 2002 erwarb sich das Büro zusätzlich eine Sensibilität im Umgang mit dem baulichen Erbe. In Dresden konnten einige historische Villen an den Elbhängen restauriert und am baulich sensiblen Neumarkt ein moderner Hotelneubau und das Geschäftshaus QF realisiert werden.
Architecture Parlante bei Forschungsbauten
Die Ausflüge in andere Bauaufgaben sollen inspirieren, die daraus gewonnenen Erkenntnisse wieder in die Planung von Krankenhäusern fließen. Andererseits wird aus dem erwähnten Typologie-Baukasten auch für Entwürfe anderer Bauaufgaben geschöpft. Nach dem Jahr 2000 und verstärkt in Zusammenhang mit Unikliniken sind im Œuvre des Büros vermehrt Gebäude für Forschungsinstitute zu finden. Dabei geben die Architekten in der Tradition der architecture parlante durch Form oder entsprechende Fassadengestaltung bereits in der äußeren Anmutung des Gebäudes Hinweise auf seinen Inhalt: Der Erweiterungsbau für das Fraunhofer-Institut für Zerstörungsfreie Prüfverfahren im Innovationscluster Automotive Quality in Saarbrücken ähnelt einem Kolben eines Wankelmotores. Bei dem Protonentherapiezentrum am Uniklinikum Dresden zieht sich ein markantes, silbermetallisches Band als Abbild des beschleunigten, umgelenkten Protonenstrahls über die ganze Fassade. Forscher aus unterschiedlichen Disziplinen arbeiten im bundesweit einzigartigen Zentrum für Metabolisch-Immunologische Erkrankungen und Therapietechnologien Sachsen (MITS) mit dem Ziel zusammen, einen kleinen implantierbaren, selbständig Insulin produzierenden und bedarfsweise an den Körper abgebenden Bioreaktor zu entwickeln. Dieser Bioreaktor wurde als abstrahiertes Gestaltungselement auf der Giebelfassade zum Imagebild für den gesamten Neubau, wobei die Kooperation der Forschungsbereiche durch schwebende Cubes symbolisiert wird, die von den Giebelfenstern in die öffentliche Eingangshalle hineinragen.
An die Anfänge des Büros erinnernd, haben Wörner Traxler Richter in den vergangenen Jahren ihre Aktivitäten im Bau von Lehreinrichtungen verstärkt. Im Frühjahr 2021 konnte der Neubau einer Grundschule in Königsbrunn eröffnet werden, in den Vorjahren konnte das Büro eine Reihe von Wettbewerben für große Schulkomplexe gewinnen. Ein „Traum“ erfüllte sich für die Architekten, als sie sich in einem internationalen Wettbewerb gegen 254 andere Büros mit ihrem städtebaulich sensiblen Entwurf für das Museum für bayerische Geschichte in Regensburg durchsetzten, Ziel war ein „gut funktionierendes Gebäude“ zu errichten, das „die Atmosphäre des alten Genius Loci“ spüren lässt und mit „einer hintergründigen, zweideutigen Architektursprache“ das „Bewusstsein des Gewesenen und für die Gemeinschaft zukünftig Erhebenden“ vermitteln soll.

## Krankenhäuser, Kliniken (Auswahl)
- 1980: Alfried Krupp Krankenhaus Rüttenscheid, Essen[76]
- 1998: Elblandklinikum Meißen, Meißen
- 2000: Klinik Epileptologie, Universitätsklinikum Bonn, Bonn[77]
- 2002: Helios Kreiskrankenhaus, Gotha
- 2009: Zentrum für Frauen- und Kindermedizin ZFK, Zentrum für Konservative Medizin ZKM, Universitätsklinikum Leipzig, Leipzig
- 2010: Umbau, Universitätsklinikum Aachen, Aachen
- 2010: Sana Klinikum Offenbach, Offenbach am Main
- 2011: Gesundheitszentrum Wetterau, Kreiskrankenhaus, Schotten
- 2012: Krankenhaus der Elisabethinen, Linz[78]
- 2012: Gesundheitszentrum, Tübingen[79]
- 2014: Kardinal Schwarzenberg’sches Krankenhaus, Schwarzach im Pongau[80]
- 2019: Universitäre Altersmedizin Felix Platter, Basel
- 2021: Haus M, Städtisches Klinikum Karlsruhe, Karlsruhe
- 2022: Klinikum Frankfurt Höchst, Frankfurt am Main[81][82]
- 2023: Interdisziplinärer Erweiterungsbau am Universitätsklinikum, Münster[83][84]
- 2026: Kantonsspital, Aarau[85][86]
- 2028: Nouveau Bâtiment Centre (NBC), Luxemburg[87][88]
- 2028: Deutsches Herzzentrum der Charité DHZC, Berlin[89][90]

## Sonstige Bauten (Auswahl)
- 1990: Kindertagesstätte Niederrad, Frankfurt am Main[91][92]
- 1995: Holzhausenschlösschen, Umbau und Sanierung, Frankfurt am Main[93]
- 1996: Neugestaltung Ortskern, Hochheim-Massenheim[94]
- 2002: Historischer Salmen, Umbau und Sanierung, Offenburg
- 2006: QF – Quartier an der Frauenkirche, Dresden
- 2009: Hotel Innside by Meliá, Dresden
- 2011: Innovationscluster Automotive Quality Saar, Saarbrücken
- 2013: OncoRay – National Centre for Radiation Research in Oncology, Dresden[95]
- 2014: Zentrum für Pathologie, Anatomie und Neuropathologie im Universitätsklinikum Münster[96][97]
- 2014: Helmholtz-Zentrum, Labor- und Experimentalgebäude für Magnetohydrodynamik, Dresden
- 2016: Lehrgebäude am Zentralklinikum, Universitätsklinikum, Münster
- 2017: ZRT - Zentrum für radiopharmazeutische Tumorforschung, Dresden
- 2019: Nationales Centrum für Tumorerkrankungen (NCT), Dresden[98]
- 2019: Historische Orangerie „An der Herzogin Garten“, Dresden[99]
- 2019: Haus der Bayerischen Geschichte, Regensburg[100][101]
- 2021: König-Otto I.-Grundschule Königsbrunn-Nord, Königsbrunn[102]
- 2022: Zentrum für Metabolisch-Immunologische Erkrankungen und Therapietechnologien Sachsen (MITS), Dresden[103][104]
- 2024: Schulcampus, Dösner Weg, Leipzig[105]
- 2025: Adorno-Gymnasium mit Grundschule, Frankfurt am Main[106]

## Auszeichnungen (Auswahl)
- 2024: German Design Award 2024 | WINNER in der Kategorie „Excellent Architecture“ | MITS - Zentrum für Metabolisch-Immunologische Erkrankungen und Therapietechnologien Sachsen[107]

- 2023: ICONIC AWARD 2023 | WINNER in der Kategorie „Excellent Architecture“ | MITS - Zentrum für Metabolisch-Immunologische Erkrankungen und Therapietechnologien Sachsen[108]
- 2022: AKG-Preis 2022[109]
- 2022: German Design Award 2022 | Neubau Nationales Centrum für Tumorerkrankungen NCT Dresden | Special Mention in der Kategorie „Excellent Architecture“
- 2021: ICONIC AWARDS | Neubau Nationales Centrum für Tumorerkrankungen NCT Dresden | Preisträger in der Kategorie „Innovative Architecture“[110]
- 2021: polis AWARD | „Haus der Bayerischen Geschichte“ Regensburg | 1. Platz / Reaktivierte Zentren[111]
- 2021: ICONIC AWARD in der Kategorie ARCHITECTURE - Public / Culture / Education
- 2021; German Design Award, Haus der Bayerischen Geschichte, Regensburg[112]
- 2020: ICONIC AWARDS, Haus der Bayerischen Geschichte, Regensburg
- 2019: Sonderpreises BIM des Heinze ArchitektenAWARD, Universitäre Altersmedizin FELIX PLATTER, Basel[113]
- 2019: FIABCI Prix d’Excellence Germany, Haus der Bayerischen Geschichte, Regensburg[114][115]
- 2017: FIABCI Prix d´Excellence Germany, Wohnbebauung Dr. Lahmann-Park, Dresden[116]
- 2017: buildingSMART bSI Awards 2017, Neubau Klinikum Frankfurt-Höchst[117]
- 2016: BIM Award, Universitäre Altersmedizin FELIX PLATTER, Basel
- 2016: buildingSMART bSI Awards, Universitäre Altersmedizin FELIX PLATTER, Basel[118]
- 2012: Vorstellung von Innovativcluster Automotive Quality Saar, Fraunhofer-Institut für zerstörungsfreie Prüfverfahren IZFP, Saarbrücken in Best Architects 13[119]
- 2013: Leadership in Energy and Environmental Design, LEED–GOLD, Innside Premium Hotel, Dresden
- 2012: AIT AWARD, Innovativcluster Automotive Quality Saar, Fraunhofer-Institut für zerstörungsfreie Prüfverfahren IZFP, Saarbrücken[120]
- 2010: Innovationspreis-FM, Universitätsklinikum Leipzig[121]